# Gabriele Sforza
Gabriele Sforza (alla nascita Carlo Sforza) (Aversa, 15 giugno 1423 – Milano, 12 settembre 1457) è stato un arcivescovo cattolico italiano.

## Biografia

### Origini e carriera ecclesiastica
Figlio di Muzio Attendolo e della sua terza moglie, Maria Marziani dei duchi di Sessa, contessa di Celano, fu chiamato Carlo per volontà della regina Giovanna II di Napoli (figlia di Carlo III di Durazzo). In gioventù, Carlo seguì la tradizione militare di famiglia, per poi abbandonarla in favore della carriera ecclesiastica. Si fece frate dell'Ordine degli Eremitani di Sant'Agostino professando i voti nel monastero di Lecceto (Siena) nell'anno 1443 nelle mani del beato Girolamo Bonsignori. Fu giudicato un uomo dotato di ottima cultura da parte dei vari storici: scientiae, et professionis Theologicae eruditissimus, divinique eloquii praeco celeberrimus. Dopo anni trascorsi in convento (fino al 1449 risiedette a Lecceto, ove ricopriva la carica di maestro dei novizi, lo Sforza fu spostato poi nel monastero milanese di San Celso, ove risiedeva al momento della nomina ad arcivescovo), su pressione del fratellastro Francesco, ormai duca dal 1450, fu nominato arcivescovo (dopo la rinuncia di Timoteo Maffei) da parte di Niccolò V il giorno 20 giugno 1454 e consacrato come tale il 28 luglio. Consacrante principale fu il vescovo di Pavia Giovanni Castiglione, affiancato dal vescovo di Parma Delfino della Pergola e dal vescovo di Novara Bartolomeo Visconti.

### Arcivescovo di Milano (1454-1457)

#### La fondazione dell'Ospedale Maggiore
Appena asceso alla cattedra ambrosiana, Gabriele spinse il fratello duca alla costruzione dell'Ospedale Maggiore, progetto già formulato dai suoi immediati predecessori. Mentre l'opera architettonica veniva realizzata, su commissione ducale, dal Filarete, l'arcivescovo riusciva ad ottenere dal papa Pio II una bolla (9 dicembre 1458) con cui le varie istituzioni ospedaliere fondate dai laici andavano a confluire in questa nuova istituzione ecclesiastica. Lo dotò di buone rendite e dell'amministrazione di 18 membri dell'aristocrazia milanese.

#### Le visite pastorali
Seguendo l'esempio del suo predecessore, a partire dal 1454 eseguì una serie visite pastorali nelle parrocchie dell'arcidiocesi di Milano, redigendo proprio quell'anno uno dei primi Stati diocesani (resoconti di visite pastorali). La prima risale all'11 novembre, quando si accertò delle condizioni in cui versava lo stato del Duomo. Seguirono quelle del 15 novembre alla chiesa di San Giorgio al Palazzo e poi il 22 dello stesso mese a Santa Tecla.. Impressionante la lista delle visite pastorali compiute nel 1455 in tutto il territorio della diocesi

#### Gli ordini religiosi
Come già ricordato nella biografia dell'arcivescovo Rampini, gli ordini femminili stavano attraversando una grave crisi morale. Anche l'arcivescovo Sforza dovette fronteggiare questo genere di problemi, intervenendo presso le religiose agostiniane del monastero detto De Vedano: il problema consisteva nel fatto che alcune volevano mantenere la regola vigente delle agostiniane (esortate a continuare su questa strada dal Vicario generale; successivamente poi furono inviate nel monastero di S. Agnese perché rinvigorissero la regola tra le consorelle di quest'ultimo) e altre che invece volevano seguire quella di san Francesco (inviate nel monastero di S. Chiara).

#### La crociata contro i turchi
Nel 1455 ascese al trono pontificio Callisto III, al secolo Alonso de Borja. Questi indisse una crociata contro i Turchi, per la riconquista di Costantinopoli caduta nel 1453 in mano ottomana. Pertanto, il pontefice ordinò ai vescovi e arcivescovi cattolici di leggere le suddette le lettere papali pubblicamente. L'arcivescovo Sforza si prodigò particolarmente nella lettura di queste il giorno 20 settembre 1455, davanti al fratello duca e all'intera popolazione di Milano. Benché poi la crociata cadde nel vuoto a causa delle controversie tra i principi europei, la popolazione milanese si attivò subito alla richiesta del Papa: 
(Eugenio Cazzani, Arcivescovi e Vescovi di Milano, pp. 211-212)
Durante il proprio incarico pastorale, Gabriele provvide a confermare tutte le esenzioni e i privilegi di cui godeva la Veneranda fabbrica del Duomo di Milano, elargendo anche a favore di essa grandi donazioni.

#### Morte
Alla sua morte, avvenuta il 12 settembre 1457 a Milano alla giovane età di 34 anni, venne sepolto nella chiesa cittadina di Santa Maria Incoronata (consacrata dallo stesso Gabriele) eretta dal fratello e che egli stesso aveva consacrato, presso il convento omonimo ove risiedeva negli ultimi momenti della sua vita. In questa chiesa ancora oggi si può ammirare il suo monumento funebre, attribuito a Francesco Solari.

## La controversia sulla santità
I membri dell'ordine degli agostiniani gli affibbiarono, fin dal giorno dopo la sua morte, il titolo di Beato. Filippo Sforza Cesarini, zio del duca Francesco, cercò di ottenere l'avvio per il processo di canonizzazione ma "non potendosi riunire tutte le prove, e documenti necessari a verificare il culto ab immemorabili, la cosa restò in sospeso". Difatti, il nome di Gabriele Sforza non compare nel Martirologio Romano.

## Genealogia episcopale
La genealogia episcopale è:
- Cardinale Giovanni Castiglione
- Arcivescovo Gabriele Sforza

## Stemma
| Immagine | Blasonatura |
| -------- | --- |
| \| \|    | Gabriele Sforza Arcivescovo di Milano Inquartato: nel primo e nel quarto, d'oro, all'aquila abbassata di nero, linguata di rosso e coronata del campo; nel secondo e nel terzo, d'argento, alla biscia d'azzurro ondeggiante in palo e coronata d'oro, ingolante un moro di carnagione (Sforza). Lo scudo, accollato a una croce astile patriarcale d'oro, posta in palo, è timbrato da un cappello con cordoni e nappe di verde. Le nappe, in numero di dodici, sono disposte dieci per parte, in cinque ordini di 1, 2, 3, 4. |
|          | |